# Julus baldensis
Julus baldensis är en mångfotingart som beskrevs av Karl Wilhelm Verhoeff 1902. Julus baldensis ingår i släktet Julus och familjen kejsardubbelfotingar. Inga underarter finns listade i Catalogue of Life.